# Tathong Channel
Tathong Channel (kinesiska: 藍塘海峽, 蓝塘海峡) är ett sund i Hongkong (Kina). Det ligger i den östra delen av Hongkong.